# Titanomyrma gigantea
Pour les articles homonymes, voir Titanomyrma et Gigantea.
Espèce
Synonymes
- † Formicium giganteum Lutz, 1986[2]

Titanomyrma gigantea est une espèce éteinte de fourmis de la sous-famille des Formiciinae et qui vivait il y a 47 millions d'années, à l'époque de l'Éocène moyen. L'espèce est connue via des fossiles trouvés en Allemagne, dans le site fossilifère du lac de Messel. Il s'agit de la plus grande espèce de fourmis connue et de l'un des plus grands hyménoptères. Les reines de cette espèce étaient plus grandes que certaines espèces de colibris. Cependant, depuis la découverte de la Guêpe à bois fossile (Hoplitolyda duolunica) en Chine, l'espèce n'est plus le plus grand hyménoptère connu.

## Systématique
L'espèce Titanomyrma gigantea a été initialement décrite en 1986 par le myrmécologue allemand Herbert Lutz (d) sous le protonyme de Formicium giganteum.

## Description
Seuls les individus sexués sont connus, les ouvrières n'ont jamais été retrouvées. Les femelles atteignaient une longueur de corps de 4 cm (jusqu'à 7 cm en cas de fossilisation à l'état légèrement gonflé), les ailes mesuraient 5,5 à 6,5 cm. Les mâles n'atteignaient que 2 à 2,5 cm de longueur.  
La forme générale des mâles était assez proche de celle des femelles, avec toutefois un dimorphisme sexuel marqué au niveau de la tête. La tête était proportionnellement beaucoup plus petite, avec des yeux et des ocelles très grands, des mandibules longues et étroites. 
L'espèce se distingue des autres espèces du genre et de la sous-famille par la taille du corps. 

## Mode de vie
Les fourmis étant des animaux terrestres, les sexués ailés retrouvés à Messel provenaient de nids de fourmis vivant quelque part autour du lac, peut-être à une certaine distance de celui-ci. 
Avec une deuxième espèce de Titanomyrma, Titanomyrma simillimum, les fossiles de cette espèce sont les fossiles de fourmis les plus fréquents de Messel, ils représentent ensemble plus de la moitié des découvertes. Elles ont été trouvées si fréquemment que seuls les spécimens particulièrement bien conservés ont été récupérés et préparés. Les fourmis sont, après les coléoptères, le deuxième groupe le plus fréquent parmi les fossiles d'insectes de Messel. 
Le genre Titanomyrma, comme toute la sous-famille des Formiciinae, est aujourd'hui éteint mais est apparenté aux sous-familles actuelles des Formicinae et des Dolichoderinae. Leur mode de vie ne peut donc être déduit que sur la base d'indices. On suppose que, comme les Formicinae, ils se défendaient surtout par voie chimique (peut-être aussi avec de l'acide formique) contre leurs ennemis.
Outre le site de Messel et celui d'Eckfelder Maar dans l'Eifel, des fossiles du genre Titanomyrma et d'autres Formiciinae sont également disponibles dans des gisements fossilifères nord-américains à peu près de la même époque (une aile isolée provient également d'Angleterre) : le genre Titanomyrma était donc présent à la fois en Amérique et en Europe. Durant l’Éocène, les deux continents n'étaient reliés que par un « pont terrestre » arctique (via le Groenland). La propagation par cette voie a été possible pendant une période exceptionnellement chaude du climat terrestre, lorsque des conditions climatiques tropicales prévalaient jusqu'aux latitudes arctiques.

## Étymologie
Son épithète spécifique, du latin gigas, gigantis, « géant », fait référence à sa grande taille.

## Publication originale
- (de) Herbert Lutz, « Eine neue Unterfamilie der Formicidae (Insecta: Hymenoptera) aus dem mittel-eozänen Ölschiefer der “Grube Messel” bei Darmstadt (Deutschland, S-Hessen) », Senckenbergiana Lethaea, vol. 67, nos 1-4,‎ 31 octobre 1986, p. 177-218 (ISSN 0037-2110, OCLC 940843272, BNF 39984854, lire en ligne).